# مايكل رول (ممثل صوت)
مايكل رول (بالألمانية: Michael Roll)‏ (و. 1961  م) هو مؤدي أصوات، وممثل مسرحي، وممثل أفلام، وممثل تلفزي ألماني، ولد في ميونخ.

## وصلات خارجية
- مايكل رول على موقع IMDb (الإنجليزية)
- مايكل رول على موقع ألو سيني (الفرنسية)
- مايكل رول على موقع أول موفي (الإنجليزية)
- مايكل رول على موقع قاعدة بيانات الفيلم (الإنجليزية)
- مايكل رول على موقع كينوبويسك (الروسية)